# Balatoni szivacs
A balatoni szivacs (Eunapius carteri ssp. balatonensis, Eunapius carteri f. balatonensis) egy csak a Balatonban előforduló szivacs. Különös jelentősége, hogy Magyarország felszíni vizeiben ez az egyetlen endemikus gerinctelen állat. Első ízben dr. Margó Tivadar írta le, Vangel Jenő (1867-1917) így írt róla:
„A Balaton szivacsfaunájára különösen érdekes a Spongila (Eunapius) Carteri Bwk. előfordulása, amely faj, mint ismeretes, általában Indiában, Jáva, Madura szigeteken tenyészik és Európában csakis a Balatonban található. Itt is azonban termőhelye igen szűk körre van szorítva. Ezen érdekes szivacsfajt a Balatonban, Balatonfüreden Margo T. fedezte fel. Különösen az uszodának víz alatt levő farészeit lepi el és a víz tükre alatt 1–2 deciméter mélységben már valóságos szivacsmezőket képez, fél méternél mélyebben nem található. Bevonja az egyes fürdőkabinok válaszfalait, lépcsőit, facölöpöket stb., ahol azután 1 deciméter széles, 2–3 deciméter hosszú telepeket is alkot. A telepek képzésére különösen jellemző, hogy az egyes egyének mindig jól kivehető, 2–25 cm hosszú, 0.8–1 cm széles ujj alakú nyújtványt képeznek, melyek közepén a közös kloáka és a végén levő nyílás többnyire igen jól látható. Színe piszkos fehér, barnás. A telepek friss állapotban sajátszerű jód- és iszapszaghoz hasonló tartós szagot árasztanak.”
Ponyi Jenő 2001-ben publikált tanulmányában azt írja, hogy a fajt ezidáig Balatonfüred, Tihany és Balatonföldvár kikötőiből mutatták ki. Ezeken a lelőhelyeken régebben találták, így ma nem tudjuk pontosan, mekkora a faj pontos elterjedési területe.